# الحزب الديمقراطي التقدمي (تايوان)
الحزب الديمقراطي التقدمي (بالصينية التقليدية: 民主進步黨، بالصينية المبسطة: 民主进步党) هو حزب سياسي تقدمي ليبرالي في تايوان.
تأسس الحزب عام 1986، والحزب التقدمي الديمقراطي هو أحد الحزبين الرئيسيين في تايوان، جنبا إلى جنب مع حزب الكومينتانغ المهيمن تاريخياً. عادة ما يتم ربط الحزب مع الدعوة قوية لحقوق الإنسان والتأكيد على الهوية التايوانية. الزعيمة الحالية للحزب هي تساي إنغ ون، وهي الرئيسة المنتخبة في أعقاب الانتخابات العامة لعام 2016. الحزب الديمقراطي التقدمي هو عضو طويل الأجل في الليبرالية الدولية، وعضو مؤسس في مجلس الليبراليين والديمقراطيين الآسيويين. ومثل الحزب تايوان في منظمة الأمم والشعوب غير الممثلة. يصنف الحزب الديمقراطي التقدمي والأحزاب التابعة له على نطاق واسع على أنها ليبرالية اجتماعية بسبب دعمهم القوي لحقوق الإنسان، ولكن دعوتهم لليبرالية الاقتصادية.

## سياسات الحزب
البرامج التي يدعمها الحزب الديمقراطي التقدمي تشمل على سياسات الرعاية الاجتماعية المعتدلة التي تتعلق بحقوق المرأة وكبار السن والأطفال والشباب والعمال والأقليات والشعوب الأصلية والمزارعين والقطاعات الأخرى المحرومة في المجتمع. بالإضافة إلى ذلك، يضم البرنامج السياسي للحزب على نظام قانوني لسياسي قائم على حقوق الإنسان والديمقراطية وعلى الإدارة الاقتصادية والمالية المتوازنة، والرعاية الاجتماعية النزيهة والمنفتحة. للإصلاح التعليمي والثقافي؛ والدفاع المستقل والسياسة الخارجية المسالمة. لهذه الأسباب، غالباً ما يُعتبر الحزب على أنه وسط يساري من الناحية الاقتصادية، وقاعدته تتكون إلى حد كبير من الطبقة العاملة.
المحور السياسي الرئيسي في تايوان يدور حول مسألة استقلال تايوان في مواجهة إعادة التوحيد المحتملة مع الصين. على الرغم من وجود نزعة لتصوير الاختلافات من حيث الاستقطاب، كلا الائتلافين السياسيين الرئيسيين في البلاد قام بتطوير مواقف معدلة وغالباً ما تكون معقدة. وعلى الرغم من تعارضها من حيث الأصول الفلسفية، إلا أن هذه الاختلافات العملية بين المواقف يمكن لها أن تكون في بعض الأحيان دقيقة.
الموقف الرسمي الحالي للحزب هو أن «جمهورية الصين (تايوان)» هي دولة مستقلة وذات سيادة، تتكون أراضيها من تايوان والجزر الصغيرة المحيطة بها  وسيادته تُستمد فقط من مواطنين جمهورية الصين الذين يعيشون في تايوان (فلسفة مشابهة لتقرير المصير)، استنادا إلى «القرار حول مستقبل تايوان» وهي وثيقة صادق عليها الحزب خلال التجمع الوطني السنوي الثامن في مايو عام 1999، وتعتبر الوثيقة استقلال تايوان حقيقة قائمة جاعلةً من إصدار إعلان رسمي للاستقلال غير ضرورياً. يرفض الحزب الديمقراطي التقدمي ما يسمى «مبدأ الصين الواحدة» المحدد عام 1992 كأساس للعلاقات الدبلوماسية الرسمية مع بر الصين الرئيسي (أي جمهورية الصين الشعبية) ويدعو إلى هوية وطنية تايوانية منفصلة عن البر الرئيسي للصين. ويقول الحزب الديمقراطي التقدمي أن الجهود الرامية لتعزيز الهوية الوطنية التايوانية هي مجرد محاولة لتطبيع هوية تايوانية جرى قمعها خلال سنوات من حكم حزب الكومينتانغ السلطوي. يختلف الحزب الديمقراطي التقدمي أيضا من حزب الكومينتانغ على السياسات الخارجية والدفاعية في أن الحزب التقدمي الديمقراطي يعتبر العلاقات مع دول ديمقراطية مثل الولايات المتحدة، واليابان والدول الأوروبية، على أنها حاسمة بالنسبة لأمن تايوان.
في المقابل، فإن حزب الكومينتانغ يوافق على أن تايوان هي دولة مستقلة وذات سيادة وليست جزءاً من جمهورية الصين الشعبية، ولكن يرى أن «مبدأ الصين الواحدة» (مع تعريفات مختلفة عبر المضيق) يمكن استخدامه كأساس لمحادثات مع الصين (جمهورية الصين الشعبية). كما يعارض حزب الكومينتانغ غايات استقلال تايوان، ويؤكد أن الجهود الرامية لإرساء هوية وطنية تايوانية منفصلة عن الهوية الوطنية الصينية هو أمر غير ضروري واستفزازي بلا داع. وصف بعض المسؤولين المحافظين في حزب الكومينتانغ جهود الحزب التقدمي الديمقراطي بأنها «معادية للصين» و«فاشية» و«عنصرية».

## نتائج الانتخابات

### الانتخابات الرئيسية
| انتخابات | المرشح                | المرشح الشريك         | مجموع الأصوات | الحصة من الأصوات | النتيجة |
| -------- | --------------------- | --------------------- | ------------- | ---------------- | ------- |
| 1996     | بانغ مينغ مين         | فرانك هسيه تشانغ تينغ | 2,274,586     | 21.1%            | خسر     |
| 2000     | تشن شوي بيان          | انيت لو شيو ليان      | 4,977,737     | 39.3%            | انتخب   |
| 2004     | تشن شوي بيان          | انيت لو شيو ليان      | 6,446,900     | 50.1%            | انتخب   |
| 2008     | فرانك هسيه تشانغ تينغ | سا تسونغ تشينغ        | 5,445,239     | 41.5%            | خسر     |
| 2012     | تساي إنغ ون           | سا جيا تشيان          | 6,093,578     | 45.6%            | خسر     |
| 2016     | تساي إنغ ون           | تشن شيان جين          | 6,894,744     | 56.3%            | انتخب   |
| 2020     | تساي إنغ ون           | لاي تشينغ دي          | 8,170,231     | 57.1%            | انتخب   |
| 2024     | لاي تشينغ دي          | شياو ميكين            | 5,586,019     | 40.05%           | انتخب   |

### الانتخابات التشريعية
| انتخابات | مجموع مقاعد الحزب | مجموع الأصوات | الحصة من الأصوات | نتائج الانتخابات         | قائد الانتخابات |
| -------- | ----------------- | ------------- | ---------------- | ------------------------ | --------------- |
| 1992     | 51 / 161          | 2,944,195     | 31.0%            | 30 مقعد: معارضة          | هسو هسين ليانغ  |
| 1995     | 54 / 164          | 3,132,156     | 33.2%            | 3 مقعد: معارضة           | شيه مينغ تيه    |
| 1998     | 70 / 225          | 2,966,834     | 29.6%            | 16 مقعد: معارضة          | لين يي شيونغ    |
| 2001     | 87 / 225          | 3,447,740     | 36.6%            | 21 مقعد: حكومة الأقلية   | تشن شوي بيان    |
| 2004     | 89 / 225          | 3,471,429     | 37.9%            | 2 مقعد: حكومة الأقلية    | تشن شوي بيان    |
| 2008     | 27 / 113          | 3,775,352     | 38.2%            | ▼62 مقعد: معارضة         | تشن شوي بيان    |
| 2012     | 40 / 113          | 4,556,526     | 34.6%            | 13 مقعد: معارضة          | تساي إنغ ون     |
| 2016     | 68 / 113          | 5,370,953     | 44.0%            | 28 مقعد: حكومة الأغلبية  | تساي إنغ ون     |
| 2020     | 61 / 113          | 4,811,241     | 33.9%            | ▼ 7 مقعد: حكومة الأغلبية | تساي إنغ ون     |
| 2024     | 51 / 113          | 4,982,062     | 36.16%           | ▼10 مقعد: حكومة الأقلية  | لاي تشينغ دي    |

### الانتخابات المحلية
| انتخابات | عمدة وحاكمين | المجالس   | رؤساء البلديات | المجالس البلدية | الرؤساء المحليين | قائد الانتخابات |
| -------- | ------------ | --------- | -------------- | --------------- | ---------------- | --------------- |
| 2014     | 13 / 22      | 291 / 906 | 54 / 204       | 194 / 2٬137     | 390 / 7٬836      | تساي إنغ ون     |
| 2018     | 6 / 22       | 238 / 912 | 40 / 204       | 151 / 2٬149     | 285 / 7٬744      | تساي إنغ ون     |
| 2024     | 5 / 22       | 227 / 910 | 35 / 204       | 123 / 2٬138     | 226 / 7٬740      | لاي تشينغ دي    |

## وصلات خارجية
- الموقع الرسمي للحزب الديمفراطي التقدمي (بالصينية)
- DPP legislator Bi-khim Hsiao
- Former President of Republic of China (Taiwan) Chen Shui-bian taking the oath of office
- Academic thesis on the factions within DPP